# MIRROR "ONE & ALL" LIVE 2021
《FWD 富衛保險呈獻: MIRROR 「ONE & ALL」 LIVE 2021》為MIRROR成軍兩周年演唱會。根據政府防疫措施，這次演唱會入座率原本只有50%及後因應政府放寬防疫措施，入座率亦相應放寬至75%；收錄演唱會的Blu-ray於2022年1月17日出版，1月初YesAsia開放預購時15分鐘已售罄，其後正式公開預售亦令各區唱片店出現人潮。

## 表演曲目
以下為首場（5月6日）表演曲目：
- （1）序曲
- （2）《ASAP》
- （3）《Warrior》
- （4）《黑之呼吸》（AK）
- （5）《紅蓮華》（AK）[註 1]
- （6）《B.M.G.》（Anson Lo／Edan／Jeremy／Stanley／姜濤）
- （7）《Lady Killa》（Anson Lo／Edan／Jeremy／Stanley／姜濤）
- （8）《查理》（Ian）
- （9）《DWBF》（Ian）
- （10）《另一個諾貝爾╳亞特蘭提斯》（Ian＋姜濤）
- （11）《鐵幕誘惑》（Alton／AK／Frankie／Lokman／Tiger）
- （12）《有效日期》（Alton／AK／Frankie／Lokman／Tiger）
- （13）《E先生 連環不幸事件》（Edan）
- （14）《香港地》（Edan＋Lokman）
- （15）《天台飛人》（Lokman）
- （16）《迴光物語》（AK／Anson Lo／Ian／Jer／姜濤）
- （17）《蝸牛》（AK／Anson Lo／Ian／Jer／姜濤）
- （18）《鯨落》（AK／Anson Lo／Ian／Jer／姜濤）
- （19）《蒙著嘴說愛你》（AK／Anson Lo／Ian／Jer／姜濤）
- （20）《神隊友》（AK／Anson Lo／Ian／Jer／姜濤）
- （21）《裙下之臣》（Stanley）
- （22）《白玫瑰》（Frankie）
- （23）《Monster》（Jeremy）
- （24）《大熱》（Tiger）
- （25）《24個比利》（Anson Lo）
- （26）《EGO》（Anson Lo ＋ Jer）
- （27）《純金打造》（Jer）[註 1]／《水刑物語》（Jer）（尾場限定）[7]
- （28）《狂人日記》（Jer）
- （29）《給自己的信》
- （30）《我們都是這樣長大的》
- （31）《幸福之歌》
- （32）《一秒間》
- （33）《蓮》（姜濤）[註 1]
- （34）《精舞門》（姜濤）
- （35）《Master Class》（姜濤）
- （36）《二五仔》（棟篤笑）（Alton）
- （37）《新世紀福音戰士》（Alton）
- （38）《IGNITED》
- （39）《Reflection》

<ENCORE>
- （40）《選擇困難》
- （41）《Happy》
- （42）《Kiss Kiss Kiss》
- （43）《Sugar Baby》
- （44）《One and All》

## 製作
- 演出歌手：MIRROR
- 主辦單位：香港電視娛樂有限公司、大國文化集團
- 一起感動：MOOV
- All for one：叱咤903

## 備註
1. 1 2 3  Blu-ray出版時因版權問題未收錄。